# 온수평역
온수평역(溫水坪驛)은 조선민주주의인민공화국 함경북도 길주군 온천리에 위치한 평라선의 철도역이다.
본 역에서 약 2km가량 떨어진 인근에 조선민주주의인민공화국의 천연기념물 제 305호인 온수평온천이 있다.

## 같이 보기
- 조선민주주의인민공화국의 철도